# Romsko iseljeništvo
Romsko iseljeništvo ili Romska dijaspora ima nekoliko različitih populacija, od kojih su najveća Romi, koji su u Anadoliju i na jugoistok Europe stigli otprilike početkom 12. stoljeća, selidbom s indijskoga potkontinenta početkom 1. — 2. stoljeća. Naselili su se na područjima današnje Turske, Grčke, Srbije, Rumunjske, Hrvatske, Moldavije, Bugarske, Sjeverne Makedonije, Mađarske, Albanije, Bosne i Hercegovine, Češke, Slovenije i Slovačke, po redoslijedu obujma, i Španjolske. S toga područja iseljavali su se širom Europe, a u 19. stoljeću i kasnije u Sjevernu Ameriku. Procjenjuje se da romska populacija u Sjedinjenim Američkim Državama iznosi više od jednog milijuna.
Ne postoji služben, ni pouzdan broj, romskog stanovništva širom svijeta. Mnogi Romi odbijaju se izjasniti svojim etničkim identitetim u službenim popisima, zbog straha od diskriminacije. Drugi su potomci mješovitih brakova s mjesnim stanovništvom i više se ne izjašnjavaju samo (ili uopće) Romima.
Od ranih 2000.-ih, procjenjuje se, da je 4 do 9 milijuna Roma živjelo u Europi i Maloj Aziji, iako neke romske organizacije procjenjuju na 14 milijuna. Značajne romske populacije nalaze se u Južnoj i Juogistočnoj Europi, u nekim srednjoeuropskim državama, u Španjolskoj, Francuskoj, Rusiji i Ukrajini. Ukupan broj Roma koji žive izvan Europe procjenjuje se ukupno na više od dva milijuna, ponajprije na Bliskom istoku, Sjevernoj Africi i u Sjevernoj Americi. Neke zemlje ne prikupljaju podatke prema nacionalnoj pripadnosti.
Romi se izjašnjavaju kao različite etničke pripadnosti, dijelom zasnovane na teritorijalnim, vjerskim, kulturnim i dijalektnim razlikama i samoodređenju. Glavne grane su:
- Romi u Srednjoj, Istočnoj Europi i Italiji, iselili se (uglavnom od 19. stoljeća na dalje) u ostatak Europe, kao i u Ameriku.
- Iberijski Romi, uglavnom u Španjolskoj, ali i u Portugalu, južnoj Francuskoj i Latinskoj Americi.
- Finski Romi, u Finskoj, zajednice postoje i u Švedskoj.
- Velški Romi, u Walesu, točnije u sjeverozapadnom dijelu zemlje.
- Romanichal, u Engleskoj, zajednice postoje i u Sjedinjenim Američkim Državama, Kanadi, Australiji, Novom Zelandu, Južnoj Africi, sjeveroistočnom Walesu, južnom Walesu i na škotskim granicama.
- Sinti, u područjima europskog govornog područja, u Europi i drugdje.
- Manuš, u francuskim govornim područjima Europe (fra. Manouche).
- Romanisæl, u Švedskoj i Norveškoj. Romsko-švedsko stanovništvo uglavnom se nalazi u južnim dijelovima zemlje.
- Škotski Romi također smatraju romskom skupinom, premda se za njih teorijski smatra da su spoj između Roma i domaćega stanovništva. Njihov jezik pretežno je izveden iz romskog.
- Muslimanski Romi, u Turskoj i na jugoistoku Europe.
- Bliskoistočni Romi.